# 三相点上的氢
三相点上的氢是固态液态氢在氢三相点上的混合物。此形态的氢比普通的液态氢有更低的温度和更高的密度增加16–20%）。把液态氢冷却到将近熔点 (14.01 K 或 −259.14 °C)，压力下降，三相点上的氢就产生了。可用于火箭燃料，以便用更小的空间储存更多燃料。

## 生产
在三相点上的氢表面保持真空，用个特别的机器不断把固态氢敲碎以防止其变成固态氢。
- 密度 0.085 g/cm3
- 熔点 -259 °C
- 沸点 -259 °C